# Hoeve Moïes
Hoeve Moiës (tegenwoordig: Michaëlhoeve) is een boerderij te Opheers, gelegen aan Opheersstraat 31.

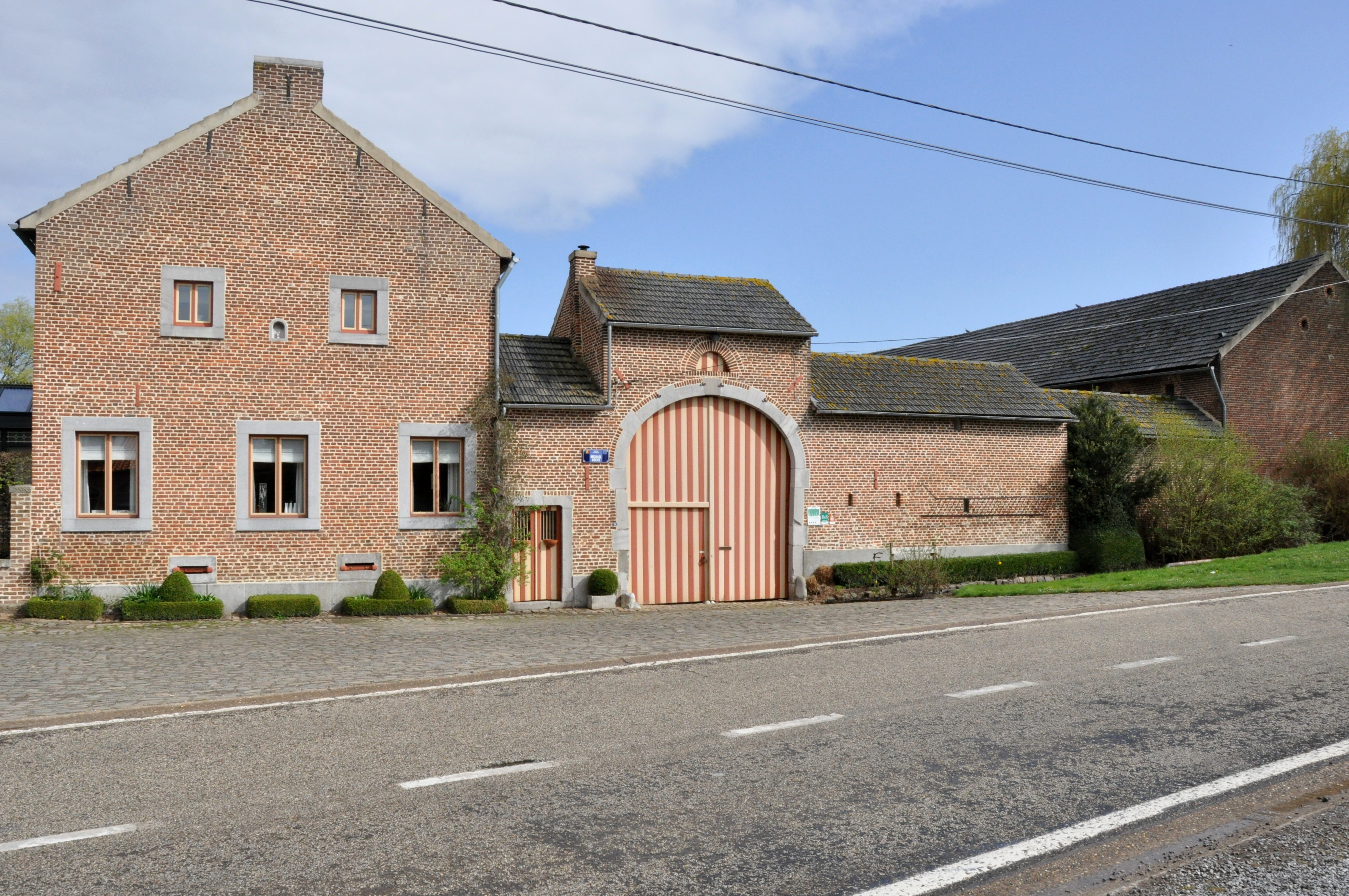
De Michaëlhoeve (Hoeve Moiës) te Opheers

De hoeve was in de 18e eeuw in bezit van de familie Moens. Ene Gillis Moens bouwde een bakhuis in 1749, dat nog steeds aanwezig is. In een balk vindt men het opschrift: Gillis Moens heeft dit backhuys doen maken in november 1749.
De rest van de hoeve werd in 1832 geheel herbouwd tot een gesloten hoeve, waar het voordien een U-vormige hoeve was. Het woonhuis werd in 1909, na brand, herbouwd.
Boven de inrijpoort bevindt zich een duiventil. Tussen het woonhuis en het poortgebouw is een kapel, die aan de Heilige Michaël gewijd is.
Tegenwoordig worden er door de eigenaars ook kamers en appartementen verhuurd.